# His Auto's Maiden Trip
His Auto's Maiden Trip è un cortometraggio muto del 1912 diretto da Dell Henderson.

## Produzione
Il film fu prodotto dalla Biograph Company.

## Distribuzione
Distribuito dalla General Film Company, il film - un cortometraggio di 182,5 metri - uscì nelle sale cinematografiche USA il 7 novembre 1912. Nelle proiezioni, veniva programmato con il sistema dello split reel, accorpato in un'unica bobina con un altro cortometraggio prodotto dalla Biograph, la commedia The Club-Man and the Crook.
Non si conoscono copie ancora esistenti della pellicola che viene considerata presumibilmente perduta.